# Копланс, Джон
Джон Копланс  (aнгл. John Coplans;  24 июня 1920, Лондон, Великобритания —  21 августа 2003, Нью-Йорк, США) — британский и американский  художник, фотограф, куратор, иммигрировал в США в 1960 году.

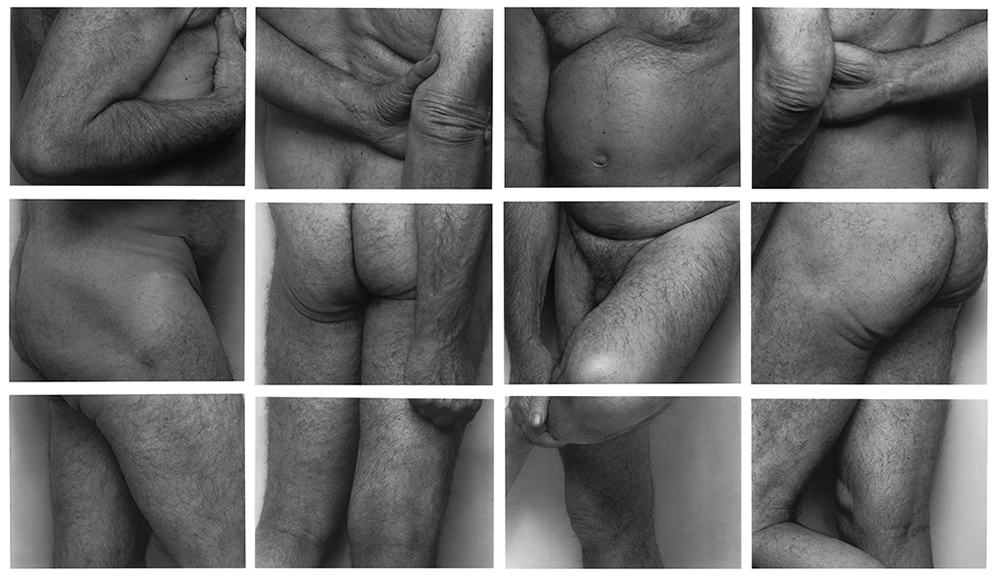
"Frieze, No. 2, Four Panels, 1994"

## Биография
Джон Копланс родился в Лондоне в 1920 году. Его отцом был Джозеф Мозес Копланс, врач. Его отец уехал из Англии в Йоханнесбург, когда Джон был младенцем. В возрасте двух лет, Джон был отправлен к отцу. С 1924 по 1927 год семья жила то в Лондоне, то в Южной Африке. В 1937 году Джон вернулся в Англию. Во время Второй мировой войны Джонс Копланс служил на фронте. После её окончания Копланс принимает участие в конкурсе на получение художественного образования и выигрывает грант. В 1960 году он иммигрирует в США (Сан-Франциско) и становится преподавателем дизайна в Калифорнийском университете в Беркли.

## Кураторские проекты
Параллельно с преподавательской деятельностью Копланс интересуется развитием художественно-критической мысли, и в 1962 году он становится одним из основателей журнала о современном искусстве Artforum. В 1963 году Копланс выступает куратором выставки поп-арта (Pop Art USA) в Художественном музее Окленда (США), в 1965-67 гг. работает директором Художественной галереи Калифорнийского университета в Ирвайне и организует выставку «Абстрактный экспрессионизм в керамике». Он также работает главным куратором Художественного музея в Пасадене (штат Калифорния), где проводит ряд выставок.
Его кураторские проекты связаны с такими именами как Джеймс Таррелл, Роберт Ирвин, Рой Лихтенштейн, Энди Уорхолл, Ричард Серра, Дональд Джадд, Уиджи, Келли Эльсуорт.
В 1972 году Копланс переезжает в Нью-Йорк и становится главным редактором журнала Artforum (1972—1977).
После работы в Artforum Копланс покидает Нью-Йорк на 10 лет, переезжает в штат Огайо и становится директором Художественного музея в Акроне. Здесь он впервые в США проводит выставку фотографий скульптора-авангардиста Константина Бранкузи.

## Карьера фотографа
В 1981 году Копланс возвращается в Нью-Йорк и пробует себя в качестве фотографа. Его работы сразу же выставляют ведущие музеи Европы и США.
В возрасте 64 лет он приступил к своей знаменитой серии автопортретов. Он фотографировал своё тело: увеличенные до гигантских размеров детали со всеми их неровностями, шероховатостями, трещинами и впадинами. Он подчеркивал каждую морщину, складку кожи, стремился показать несовершенство стареющего тела, в котором тем не менее отражена глубокая человечность и красота.
Его работы — это не автопортреты в привычном их понимании. В кадре нет лица, тело как будто существует само по себе. Причудливые позы тела и расположение конечностей рождают новые образы, возможно, уже не связанные с телом напрямую — некие эквиваленты. «Когда я позирую перед камерой, я как будто обращаю все мысли в прошлое. Я, словно Алиса, которая попадает в зазеркалье. Для фотографий я не использую реквизит, я лишь использую белый фон, и прежде чем затвор щелкнет, я как будто зависаю. Я не здесь, я где-то в другом мире. Иногда я вспоминаю юность. Бывает, хотя и довольно редко, какое-то современное событие вызывает у меня некий образ, но я осознаю, что переживания все равно связаны с каким-то событием из прошлого. Странный процесс… Не знаю, что будет для меня следующим этапом, когда мои переживания иссякнут. Но мои фотографии всегда просты: я правлю в них только размер и резкость».
Для Копланса фотография в значительной степени — это поиск универсальной идентичности, это изучение роли человека в постоянно эволюционирующем мире природы. Он использует присущие для эпохи модерна мотивы абстрактного экспрессионизма и психоанализа. Своим работами он делает вызов античному искусству с его моделью физического совершенства и предлагает заменить эту «неживую» модель более реалистичной. Тело несовершенно, оно стареет, но его созерцание не вызывает у зрителя чувства отвращения и разочарования. Складки морщин, сплетение пальцев, позы или ракурсы напоминают животных или пейзажи, а не конкретные сантиметры человеческого тела. Такое изменение контекста меняет восприятие.